# Paese dalle ombre lunghe
Paese dalle ombre lunghe (titolo originale Top of the World) è un romanzo storico-fantastico scritto nel 1950 da Hans Ruesch, che narra le vicende di due generazioni di Inuit durante la prima metà del Novecento. La durissima vita di quelle popolazioni è descritta con estrema e cruda precisione e realismo, basandosi su autentici resoconti di esploratori artici. Hans Ruesch si ispirò al film Eskimo del 1933 diretto da W. S. Van Dyke, vincitore di un Premio Oscar ma, curiosamente, in tutta la sua vita non conobbe mai alcun Inuit.

## Trama
(Incipit)
Il libro racconta la vita di una famiglia di cacciatori Inuit attraverso due generazioni, ed il drammatico passaggio da antichissime tradizioni e modi di vivere perfettamente adattati alle durissime condizioni dell'ambiente glaciale alle conseguenze dell'incontro con l'uomo bianco, con le sue tecnologie spiazzanti e la sua fede, ingiunta agli Eschimesi senza il minimo senso critico né di rispetto per le loro tradizioni. L'impatto su quel popolo sarà devastante. Anche se i loro usi possono essere per noi ripugnanti o crudeli (mangiare carne putrefatta, divorare ogni parte delle prede, scambiarsi le mogli, uccidere i neonati impossibili da nutrire, lasciarsi morire quando si diventa di peso per la comunità), sono in realtà perfettamente adatti al terribile clima artico e "sostenibili". L'arrivo della nostra “civiltà” creerà invece più problemi, per loro incomprensibili, che soluzioni.
(Explicit)

## Tempo e ambiente
Il romanzo è ambientato nelle sconfinate terre ghiacciate dell'Artico, in un periodo che coincide approssimativamente con la prima metà del '900 (dai discorsi dei bianchi, riferiti dagli Inuit, si capisce che esplorano quelle zone perché sono alla ricerca di giacimenti di uranio. Il periodo è quindi successivo alla Seconda Guerra Mondiale). 
Gli ambienti principali sono, oltre alle distese gelate, gli iglù e le abitazioni più permanenti costruite dagli Eschimesi Meridionali, che vivono al limite dei ghiacci eterni, appena a sud della famiglia protagonista del romanzo.

## Personaggi principali

### Ernenek
Ernenek è il protagonista del romanzo: forte, impavido e temerario cacciatore, ma al tempo stesso enormemente ingenuo di fronte agli eventi e le persone che non conosce (come gli uomini bianchi), si mette nei pasticci sia uccidendo involontariamente un bianco che lo aveva offeso per essersi rifiutato di accettare sua moglie Asiak. Arrestato da due bianchi, riesce a salvare uno dei due quando la slitta che li trasporta cade in un crepaccio, ed ottiene così l'amicizia riconoscente del sopravvissuto, che si rende conto che Ernenek non capisce nulla del mondo dei bianchi e, per non rimetterlo nei guai, lo abbandona offendendolo volutamente, in modo che lui non si avvicini più agli accampamenti dei bianchi. Anni più tardi, una volta capito che il suo fisico, a causa di una brutta caduta durante una caccia che gli ha bloccato la schiena, non gli permette più di vivere con la sua tipica fierezza ed indipendenza, tenta di dimostrare alla comunità che il suo valore è ancora intatto e sfida un orso bianco, che riesce ad abbattere ma che causa la sua morte per dissanguamento.

### Pauti
Pauti è la madre di Asiak: con la sua saggezza di vecchia, riesce a rassicurare Ernenek e sua moglie, preoccupatissimi che il loro figlio sia nato senza denti (indispensabili in un ambiente tanto ostile) e li convince a rimanere con loro, rabbonendo gli spiriti per farglieli crescere, anziché essere abbandonata sui ghiacci perché non più utile alla vita familiare. Dopo aver passato a sufficienza tempo col nipote, si rassegna ed accetta con dignità il suo destino.

### Asiak
Asiak è la moglie di Ernenek: saggia e rispettosa delle tradizioni e dei tabù del suo popolo, esegue i compiti destinati da tempo immemorabile alla donna Inuit, che completano quelli dell'uomo nella continua lotta per la sopravvivenza. Possiede grande saggezza, e spesso trattiene il focoso marito dal commettere errori fatali. Dopo la morte del marito, sentendosi oramai vecchia ed inutile, solo un peso in un paese così inospitale, si esclude dalla sua comunità gettandosi nel mare gelido.

### Papik
Papik è il figlio primogenito di Ernenek ed Asiak. Ha ereditato dal padre la forza e la fierezza tipiche del suo popolo. Fattosi uomo, al suo ritorno dalla spedizione di bianchi che lo ha ingaggiato per esplorare l'Artico trova il suo popolo inspiegabilmente cambiato nei suoi comportamenti a causa dell'influenza dei missionari bianchi, e si ribella violentemente. La sorella Ivalù gli fa credere di aver ucciso il missionario (che invece è solo ferito) ed a fuggire al Nord, salvandolo dalla caccia che gli daranno i bianchi.

### Ivalù
Ivalù è la figlia secondogenita di Ernenek ed Asiak. Cresciuta seguendo tutte le tradizioni Inuit, alla morte dei genitori si converte al cristianesimo, seguendo con immensa ingenuità i sermoni del missionario Kohartok. Non riesce a capire ciò che le succede né perché sia rimasta incinta, per cui deduce di essere stata fecondata dal Dio degli uomini bianchi in persona. Quando viene cacciata come blasfema dal nuovo missionario, Titerarti, non riesce a capire in cosa consista il suo peccato, ma pensa di aver infranto senza saperlo qualche grave tabù. Combattuta fra le sue radici, rappresentate dal fratello Papik e dal suo pretendente Milak, ed i nuovi affascinanti insegnamenti dei bianchi, è l'unica persona davvero infelice del romanzo.

### Pupililuk
Pupililuk è il neonato figlio di Ivalù, nato dall'incontro fra Ivalù (inconsapevole in quanto fatta ubriacare) e Kohartok, che non ammette la sua responsabilità ma, preso dal rimorso, abbandona il villaggio lasciando Ivalù a sostituirlo. Ritenuto dagli ingenui Inuit il Figlio di Dio (in quanto non riescono a spiegarsi né come abbia potuto nascere né perché somigli tanto agli uomini bianchi) viene da loro adorato, scatenando le ire scandalizzate del nuovo pastore, Titerarti. Nella battaglia fra gli Uomini Inuit, tornati dalla spedizione al Nord, e gli abitanti convertiti al cristianesimo viene colpito a morte mentre è legato sulle spalle di Ivalù, senza che lei se ne accorga.

### Siorakidsok
Siorakidsok è il vecchio sciamano del villaggio Inuit, quasi sordo. Goloso ed un po' egoista, è comunque estremamente saggio e depositario dei valori della cultura Inuit. Tenta inutilmente sia di curare Ernenek che, in seguito, di dissuadere Ivalù dalla sua volontà di assimilarsi alle credenze dei bianchi. Ivalù tuttavia è così ingenua da non capire il senso delle sue ragionevoli spiegazioni ed insiste nelle sue nuove credenze.

### Kohartok
Kohartok (cioè Capelli Incolori) è il primo missionario giunto nel villaggio, di natura buona e tollerante, anche se inadatto alla vita sui ghiacci. Tenta di adattare i suoi sermoni alla mentalità degli Inuit, convincendo a convertirsi gran parte delle donne e dei pochi uomini rimasti nel villaggio, compresa Ivalù che diviene la sua assistente. Dopo averla fatta ubriacare, le usa violenza mettendola incinta, ma non lo rende pubblico né lo spiega a lei e, preso dal rimorso, abbandona il villaggio.

### Titerarti
Titerarti (cioè Colui che Scrive) è il secondo missionario giunto nel villaggio per sostituire Kohartok e rimettere ordine fra i fedeli. Di carattere duro ed autoritario, non ha nulla della bontà del suo predecessore, che anzi disprezza perché probabilmente sa come sono andate le cose. Senza minimamente provare a comprendere la civiltà degli Inuit, si preoccupa solamente di cacciare dalla comunità Ivalù, che lui vede come un blasfemo impostore, con la sua pretesa di avere dato alla luce un figlio da Dio. Viene ferito nel corso della battaglia fra gli uomini, tornati al villaggio ed infuriati per l'incomprensibile cambiamento avvenuto nelle loro donne lasciate lì, ed i cristiani convertiti che, spinti dagli infuocati sermoni di Titerarti, li considerano invece peccatori.

### Milak
Milak è il giovane Inuit pretendente di Ivalù. Alla fine del romanzo, tornato con Papik dalla spedizione con gli esploratori bianchi, tenta di ricondurla alla vita ed ai costumi Inuit precedenti il Cristianesimo, e dopo averla presa in moglie, anche se con modi violenti, scappa con lei verso il Nord.

### Commento
(Scheda del 12 marzo 2009 sul libro a cura di Tatiana Cappucci )

## Edizioni italiane
- Top of the World, New York, HarperCollins, June 1950,  pp. 236, cap. 14, ISBN 978-99-975-5602-8.
- Paese dalle Ombre Lunghe, traduzione di Nash Hercus (pseudonimo dello stesso Hans Ruesch)[1], Prefazione all'edizione italiana di Ferenc Körmendi, Milano, Garzanti, 1950. - Collana Garzanti per tutti - romanzi e realtà, Garzanti, 1964, pp.197; Presentazione e note di Enzo Demattè, Collezione Letture per le scuole medie, Garzanti, 1976; Collana Oscar Narrativa n.1031, Milano, Mondadori, 1990, ISBN 88-04-33108-9; Collana Oscar Bestsellers n.416, Mondadori, 1994, ISBN	88-04-38540-5.
- Paese dalle ombre lunghe, traduzione di Daniele Petruccioli, Collana Gli struzzi, Torino, Einaudi, 2021,  p. 288, ISBN 978-88-062-5034-8.

## Adattamento
- Ombre bianche, film del 1960 di Nicholas Ray con Anthony Quinn.

## Seguito del romanzo
- Ritorno alle ombre lunghe, Collana Omnibus, Milano, Mondadori, 1973, pp.320; Collana Oscar Narrativa, Milano, Mondadori, 30 giugno 1992, ISBN 88-04-35-852-1, ISBN 978-88-043-5852-7.